# Ctenoplusia porphyrea
Ctenoplusia porphyrea là một loài bướm đêm trong họ Noctuidae.